# Любимец
Вижте пояснителната страница за други значения на Любимец.
Любѝмец е град в Южна България. Той се намира в област Хасково и е в близост до градовете Харманли и Свиленград и до границите на България с Гърция и Турция. Градът е административен център на община Любимец. По данни на ГРАО към 15 септември 2023 г. в града живеят 7104 души по настоящ адрес и 7721 души по постоянен адрес.

## География
Любимец има изключително добро транспортно-географско положение. През землището на общината и през самия град Любимец преминават международния път Е80, който свързва Западна и Централна Европа през София, Пловдив, Хасково, Любимец и Свиленград с Истанбул, Близкия Изток, Азия и Северна Африка. Край Любимец преминава и автомагистрала „Марица“, която има същото направление като Е-80. Освен шосейния коридор оттам преминава и железопътната линия от Западна и Централна Европа през София, Пловдив, Димитровград, Любимец за Свиленград, Истанбул и Близкия Изток. За подобряването на транспорта на територията на община Любимец особено спомага електрифицирането на участъка Пловдив – Свиленград.
На 15 март 2011 г. в Любимец е открит бежански лагер.

## История
В местността Дана бунар край Любимец е открито къснонеолитно ямно светилище, определяно като най-старото в Европа и свързвано с етапи III – IV на Карановската култура. То представлява група от ями, използвани за извършване на жертвоприношения в продължение на столетия през периода 5400 – 5000 година пр.н.е., в и около които са открити множество отломки от керамика и статуетки.
От 3-то до 1-во хилядолетие преди новата ера, цивилизацията в този край, обитаван тогава тракийското племе одриси, постига възход, който го извисява до нивото на върховите културни достижения на Средиземноморието. Одрисите запазват най-дълго етническия си облик, създават държавна организация (Одриското царство) и висока материална и духовна култура. 
Впоследствие районът влиза в границите на Римската империя, а по-късно - и на Византия, както и на други средновековни държави.
Първите сведения за съществуването на съвременното селище са от 1573 година, когато то е споменато под името Хебитче в пътните бележки на австриеца Якоб фон Бецек. Известно е с наименованието Хебебдже или Хебибчево, което според местна легенда идва от името на някой си Хебиб ага, в чиито владения попада селото. Според сведения от 1688 година по онова време в него има пощенска станция и пункт за смяна на конете (мензил) на османския път от Одрин към Харманли. 
През 1906 година селото е преименувано в Любимец, превод на турското Хебиб.
През май 1924 г. отваря врати първата в селището аптека. За нейното откриване помага д-р Сергей Бучински. Руският лекар-емигрант, бежанец от времето на Октомврийската революция, който живее в селото, е потърсен за съдействие от местната власт. През 1924 – 1926 г. белоемигрантът е назначен за общински лекар в Любимец.
На 29 април 1948 г. въоръжен отряд, включващ войници от граничния участък в Свиленград, милиционери от преносима рота, намираща се в Свиленград за подсилване на граничната охрана, милиционери от Околийското управление на милицията в Свиленград и 2 оперативни работници от Държавна сигурност, прави засада в местността Кандамуновия кладенец в землището на село Сива река. Там е заловена група от 20-ина души, сред които и 12-годишни деца – ученици от местната гимназия. Групата предварително е организирана от провокатори на Държавна сигурност и всички бегълци са разстреляни за назидание на населението – да се спрат бягствата в съседна Гърция. Гробовете на убитите не са известни.
През 1964 г. Любимец е обявен за село от градски тип, а през 1969-та – за град. Населението му е близо 8000 жители.

## Население
Численост на населението според преброяванията през годините:
| \| Година на преброяване \| Численост \| \| --------------------- \| --------- \| \| 1934 \| 5381 \| \| 1946 \| 6116 \| \| 1956 \| 7646 \| \| 1965 \| 7711 \| \| 1975 \| 8071 \| \| 1985 \| 8620 \| \| 1992 \| 8499 \| \| 2001 \| 8226 \| \| 2011 \| 7654 \| \| 2021 \| 6818 \| |           |
| Година на преброяване | Численост |
| 1934 | 5381      |
| 1946 | 6116      |
| 1956 | 7646      |
| 1965 | 7711      |
| 1975 | 8071      |
| 1985 | 8620      |
| 1992 | 8499      |
| 2001 | 8226      |
| 2011 | 7654      |
| 2021 | 6818      |

Етническият състав включва 6096 българи и 1322 цигани.

## Обществени институции

### Читалище „Братолюбие“
Читалището в Любимец е основано през 1884 г. под името „Братолюбие“. Учителите Петър Митев, Господин Карагьозов и Александър Вапцаров, заедно с любознателните селяни Вангелаки Бояджиев, Добри Станев, Георги Старирадев, Христаки Бояджиев и др. поставят началото на читалищното дело в Любимец. Първите културни прояви на новооснованото читалище се осъществяват в малката стаичка на училището в черковния двор. Тук се изнасят и първите пиеси. В училищната стая се организират неделни сказки, изнасяни от учителите Петър Митев и Александър Вапцаров. Същевременно се учредява читалищната библиотека, пак в една от стаите на старото училище в черковния двор. Библиотечното обслужване се извършва на обществени начала. В учебните стаи на училището се организират и вечеринки, по време на които библиотекарят раздава и книги за прочит.
При опожаряването на Любимец през Междусъюзническата война училището е изгорено и заедно с него и библиотечното имущество на читалището. През 1914 г. читалището подновява своята дейност, закупени са нови книги, но по време на Първата световна война то отново преустановява работата си, възстановена чак след войната. От декември 1923 г. се отваря и библиотека, като преди това се подема инициатива за набавяне на средства за закупуване на книги. Първоначално те се съхраняват в наетото помещение, след това в една стая на новото училище „Захари Стоянов“, а от 1929 г. – в сградата на Кафозови на ул. „Цар Освободител“. През 1927 г. читалището вече разполага с 1207 тома литература, а през 1937 г. – с 2185 тома. През 2018 г. книжният фонд наброява около 27 хил. библиотечни единици от всички области на знанието, разпределени в три отдела – детски, възрастен и читалня.
Важен аспект от работата на читалището е театралната дейност. Тя започва още с основаването му, в учебната стая на училището в църковния двор, без сцена и при съвсем примитивни условия. През април 1934 г. е завършена читалищната сграда до градския народен съвет. Това се посреща с голяма радост от цялото население. Там вече има театрален салон с 380 места и сцена с много по-големи възможности за сценични приспособления.
През 1953 г. то е преименувано в Народно читалище „Септември“.

## Редовни събития
Традиционен панаир, който се провежда всяка година в последната седмица на август. Съборът е в чест на патрона на местната църква „Света Богородица“.

## Любимец - столица на дините
В българската популярна култура името на Любимец често се свързва с отглеждането на плода диня (често наричан и "любеница") - поради това назоваван „столица на дините“.

## Личности

### Родени в Любимец
- Атанас Врабчев, математик и музикант
- Борис Тодоров, български революционер от ВМОРО, четник на Ефрем Чучков[7]
- Димо Димов (р. 1938), цигулар, член на квартет „Димов“
- Никола Ангелов, български революционер от ВМОРО, четник на Тане Николов[8]
- Стойчо Мазгалов (1930 – 2006), български актьор, директор и художествен ръководител на театър „Сълза и смях“ (1969 – 1983); носител на орден „Кирил и Методий“, играл в 47 филма
- Тодор Карчев (1945 – 2013), учен, професор, Медицински университет - София, завеждащ катедра „УНГ болести“
- Панайот Стефанов (р. 1931), виден физкултурен деятел и общественик
- Щерьо Атанасов (1902 – 1967), политически и военен деец, генерал-лейтенант, помощник-командир на Първа армия
- Венцеслав Кисьов (1946 – 2014), актьор, носител на много национални награди и Ленинска награда за кино за ролята на Маркс във филма „Младостта на Маркс“; професор, автор на книги; директор на театър „Сълза и смях“, София от 2006 г.

## Други
На Любимец е наречена улица в квартал „Требич“ в София (Карта).